# AA Aparecidense
Az Associação Atlética Aparecidense, röviden Aparecidense, egy brazil labdarúgócsapat, melyet 1985-ben Aparecida de Goiânia városában hoztak létre. A Goiano állami bajnokságban, és az országos bajnokság negyedosztályában, a Série D-ben szerepel.

## Sikerlista

### Állami
- 1-szeres Segunda Divisão bajnok: 2010
- 1-szeres Terceira Divisão bajnok: 2002

## Játékoskeret
2015-től
| # |     | Poszt | Név              |
| - | --- | ----- | ---------------- |
|   | BRA | K     | Pedro Henrique   |
|   | BRA | K     | Darci            |
|   | BRA | V     | Filipe           |
|   | BRA | V     | Anderson Santos  |
|   | BRA | V     | Leonardy         |
|   | BRA | V     | Clayton Sales    |
|   | BRA | V     | Paulo César      |
|   | BRA | V     | Chiquinho Baiano |
|   | BRA | V     | Eduardo Arroz    |
|   | BRA | V     | Robson           |
|   | BRA | V     | Mirita           |
|   | BRA | KP    | Geovane          |
|   | BRA | KP    | Mateus Magro     |
|   | BRA | KP    | Washington       |

| # |     | Poszt | Név              |
| - | --- | ----- | ---------------- |
|   | BRA | KP    | Abuda            |
|   | BRA | KP    | Keninha          |
|   | BRA | KP    | Danilo Portugal  |
|   | BRA | KP    | Marcelo Labarthe |
|   | BRA | KP    | Jeferson         |
|   | BRA | KP    | Danilinho        |
|   | BRA | KP    | Raphael Luz      |
|   | BRA | KP    | Wiliam Kozlowski |
|   | BRA | KP    | Robert           |
|   | BRA | CS    | Elionar Bombinha |
|   | BRA | CS    | Dinei            |
|   | BRA | CS    | Tozin            |
|   | BRA | CS    | Diego Lira       |